# Spathius berlandi
Spathius berlandi är en stekelart som beskrevs av Nixon 1943. Spathius berlandi ingår i släktet Spathius och familjen bracksteklar. Inga underarter finns listade i Catalogue of Life.